# Scribd
Scribd è un servizio per la condivisione di documenti, gestito tramite un sito web, che permette agli utenti di caricare documenti di vari formati: i documenti sono incorporati in una pagina web usando il formato iPaper. Nel gennaio 2009 Scribd poteva contare mensilmente oltre 50 milioni utenti e più di 50.000 documenti caricati ogni giorno.

## Descrizione
iPaper è un complesso formato per documenti simile al PDF, realizzato per l'utilizzo sul web, che permette agli utenti di incorporare documenti in una pagina web. iPaper è stato realizzato con Adobe Flash, cosa che gli permette di essere visibile su diversi sistemi operativi (Windows, macOS e Linux) senza dover effettuare alcuna conversione, purché l'utente abbia installato Adobe Flash. Tutti i principali formati possono essere formattati in 'iPaper', inclusi i documenti Microsoft Word, le presentazioni PowerPoint, file in formato PDF, documenti OpenDocument e file in formato PostScript.
Tutti i documenti in formato iPaper sono ospitati su Scribd. Scribd permette che i documenti che vi vengono allocati siano privati o, al contrario, resi visibili alla più vasta comunità Scribd. È possibile, inoltre, inserire il visualizzatore di documenti iPaper all'interno di qualsiasi sito web o blog, rendendo semplice incorporare documenti iPaper nel proprio sito conservando il loro layout di stampa senza preoccuparsi del formato del file. Un esempio può essere visto sul sito del The New York Times al seguente indirizzo.
Scribd ha lanciato una sua propria application programming interface per far girare applicazioni esterne o prodotte da terzi, ma sono poche le applicazioni che ne fanno uso.
Nel 2020 ha acquisito il concorrente SlideShare venduto da Linkedin.